# Patrizia Dorsch
Patrizia Dorsch (ur. 15 lutego 1994) – niemiecka narciarka alpejska, dwukrotna medalistka mistrzostw świata juniorów.

## Kariera
Po raz pierwszy na arenie międzynarodowej Patrizia Dorsch pojawiła się 5 grudnia 2009 roku w Kühtai, gdzie w zawodach juniorskich nie ukończyła drugiego przejazdu slalomu. W styczniu 2011 roku wystartowała na olimpijskim festiwalu młodzieży Europy w Libercu, jednak nie ukończyła żadnej konkurencji. W 2013 roku wzięła udział w mistrzostwach świata juniorów w Wuebecu, gdzie jej najlepszym wynikiem było siódme miejsce w supergigancie. Jeszcze dwukrotnie startowała na imprezach tego cyklu, zdobywając brązowe medale w rywalizacji drużynowej mistrzostw świata juniorów w Jasnej w 2014 roku i rozgrywanych rok później mistrzostw świata juniorów w Hafjell.
W zawodach Pucharu Świata zadebiutowała 14 grudnia 2013 roku w Sankt Moritz, zajmując 46. miejsce w supergigancie. Pierwsze pucharowe punkty wywalczyła 4 grudnia 2015 roku w Lake Louise, zajmując 28. miejsce w biegu zjazdowym. Nie startowała na mistrzostwach świata ani igrzyskach olimpijskich.

## Osiągnięcia

### Mistrzostwa świata juniorów
| Miejsce | Dzień     | Rok  | Miejscowość | Konkurencja     | Czas biegu  | Strata  | Zwyciężczyni         |
| ------- | --------- | ---- | ----------- | --------------- | ----------- | ------- | -------------------- |
| DNF2    | 21 lutego | 2013 | Québec      | Slalom          | 1:52,10 min | -       | Magdalena Fjällström |
| DNF2    | 22 lutego | 2013 | Québec      | Gigant          | 2:22,23 min | -       | Lisa-Maria Zeller    |
| 7.      | 24 lutego | 2013 | Québec      | Supergigant     | 1:00,89 min | +1,28 s | Stephanie Venier     |
| 22.     | 26 lutego | 2013 | Québec      | Zjazd           | 1:11,18 min | +1,71 s | Jennifer Piot        |
| 10.     | 27 lutego | 2014 | Jasná       | Gigant          | 1:52,86 min | +3,13 s | Marta Bassino        |
| DNF1    | 28 lutego | 2014 | Jasná       | Slalom          | 1:36,09 min | -       | Petra Vlhová         |
| 3.      | 2 marca   | 2014 | Jasná       | Drużynowo       | ?           | ?       | Szwecja              |
| 30.     | 3 marca   | 2014 | Jasná       | Supergigant     | 1:14,71 min | +2,14 s | Corinne Suter        |
| 13.     | 3 marca   | 2014 | Jasná       | Superkombinacja | 2:11,34 min | +2,03 s | Elisabeth Kappauer   |
| 27.     | 5 marca   | 2014 | Jasná       | Zjazd           | 1:24,19 min | +3,01 s | Corinne Suter        |
| 22.     | 7 marca   | 2015 | Hafjell     | Gigant          | 2:25,14 min | +2,60 s | Nina Ortlieb         |
| 3.      | 8 marca   | 2015 | Hafjell     | Drużynowo       | ?           | ?       | Norwegia             |
| DNF1    | 9 marca   | 2015 | Hafjell     | Slalom          | 1:43,54 min | -       | Paula Moltzan        |
| 12.     | 10 marca  | 2015 | Hafjell     | Supergigant     | 1:23,81 min | +1,47 s | Federica Sosio       |
| 8.      | 10 marca  | 2015 | Hafjell     | Superkombinacja | 2:08,54 min | +2,03 s | Rahel Kopp           |
| 25.     | 13 marca  | 2015 | Hafjell     | Zjazd           | 1:32,58 min | +2,42 s | Mina Fürst Holtmann  |

### Puchar Świata

#### Miejsca w klasyfikacji generalnej
- sezon 2013/2014: -
- sezon 2014/2015: -
- sezon 2015/2016: 91.
- sezon 2016/2017: 109.
- sezon 2017/2018: 84.
- sezon 2018/2019: 74.

#### Miejsca na podium w zawodach
Dorsch nie stawała na podium zawodów PŚ.